# Moses Kotane
Moses Mauane Kotane (* 9. August 1905 in Tamposstad, Transvaal; † 19. Mai 1978 in Moskau) war ein südafrikanischer Politiker. Er gehörte der South African Communist Party (SACP) und dem African National Congress (ANC) an.

## Leben
Kotane wurde als Kind von Batswana auf dem Gebiet der heutigen Provinz Nordwest geboren. Er besuchte nur wenige Jahre eine Schule, erwarb aber viele Kenntnisse autodidaktisch. Lesen und Schreiben lernte er von Ray Ginsberg, der Mutter von Albie Sachs. Später wurde sie seine Sekretärin. Nach einigen Jahren als Gewerkschaftsmitglied trat er 1928 in den ANC und 1929 in die damalige Communist Party of South Africa (CPSA, später SACP) ein. Er stieg schnell in das Politbüro der CPSA auf und wurde 1931 Vollzeitfunktionär. Er war Setzer der Parteizeitung Umsebenzi („Der Arbeiter“). Er studierte ein Jahr lang Marxismus an der Moskauer Internationalen Lenin-Schule und kehrte 1933 nach Südafrika zurück. Er trat für die Afrikanisierung der Partei ein und wurde 1935 aus dem Politbüro entfernt. Von 1939 bis zu seinem Tod war er Generalsekretär der CPSA, die 1950 verboten wurde und dann im Untergrund als South African Communist Party existierte. 1946 wurde er in den Vorstand (National Executive Committee, NEC) des ANC gewählt. 1952 nahm er an der Defiance Campaign teil und wurde verhaftet. Im Dezember desselben Jahres wurde er, zusammen mit Nelson Mandela und anderen, zu einer neunmonatigen Bewährungsstrafe verurteilt. 1955 nahm er als Vertreter der SACP an der Bandung-Konferenz teil. 1956 bis Dezember 1958 zählte er zu den 156 Angeklagten im Treason Trial, das mit dem Freispruch aller Angeklagten endete.
1963 ging Kotane ins Exil nach Tansania, wo er weiter als Generalsekretär tätig war. Gleichzeitig war er für den ANC 1963 bis 1973 Schatzmeister, bis er von Thomas Nkobi abgelöst wurde. 1968 erlitt er einen Schlaganfall und wurde nach Moskau gebracht, wo er 1978 starb. Er wurde in Moskau beerdigt. Sein Nachfolger als SACP-Generalsekretär war Moses Mabhida.

## Umbettung
2015 wurde sein Leichnam zusammen mit dem von J. B. Marks nach Südafrika überführt, wo sie von Präsident Jacob Zuma empfangen wurden.

## Ehrungen
- Kotane wurde 1975 mit dem Isitwalandwe ausgezeichnet, der höchsten Auszeichnung, die der ANC vergibt.
- 1999 erhielt er postum den südafrikanischen Order for Meritorious Service in Gold.[3]
- Eine Gemeinde im Distrikt Bojanala Platinum heißt Moses Kotane. Das dortige Krankenhaus in Ledig bei Sun City heißt Moses Kotane District Hospital.
- Das Krankenhaus in Rustenburg heißt Moses Kotane Hospital.
- Das Moses Kotane Institute in Durban untersteht dem KwaZulu-Natal Department of Economic Development and Tourism und soll die STEM-Fächer fördern.[4]
- Das Krankenhaus Moses Kotane District Hospital in Ledig bei Sun City nach ihm benannt.